# San Pietro Vara
San Pietro Vara è una frazione di 228 abitanti del comune di Varese Ligure, nella provincia della Spezia in Liguria. Centro agricolo e commerciale, dista 4,55 chilometri dal capoluogo e sorge a 293 metri sul livello del mare

## Storia
La fondazione del paese risale al XIV secolo circa.
Nel 1748 vi si tenne una conferenza per trattare l'armistizio tra gli austriaci ed i franco-spagnoli alla fine della guerra di successione austriaca.
Tra il XVII e XVIII secolo le confraternite religiose locali hanno garantito l'afflusso di opere artistiche oggi conservate nella chiesa e nell'oratorio del paese, che furono restaurate alla fine degli anni novanta.

## Monumenti e luoghi d'interesse[6]

### Architetture religiose
- Chiesa parrocchiale di San Pietro, che conserva il trittico del Cambiaso San Pietro tra i Santi Giovanni Battista e Paolo e il trittico marmoreo del 1548 Madonna con Bambino tra San Rocco e San Sebastiano;
- Oratorio di Santa Maria della Spianata che risale al 1176 e conserva i caratteristici crocifissi processionali;

### Architetture militari
- Castello di Castronovo: Castronovo o Castelnuovo è una cima posta ad est del paese di Salino, sul monte Massuin, dove venne edificata una torre con una stanza interna quadrata col lato di circa quattro metri, costruita nel X secolo circa. Di questa costruzione, abbandonata nel 1397, restano solo poche tracce.[3]

### Monumenti
- Monumento ai caduti in piazza Domenico Andreoli;

## Festività[6]
- Il 29 giugno si celebra la festa patronale di San Pietro
- Nella seconda domenica di agosto si festeggia Nostra Signora del Carmine
- Nella seconda domenica di settembre si festeggia la Madonna di Loreto